# Ancona

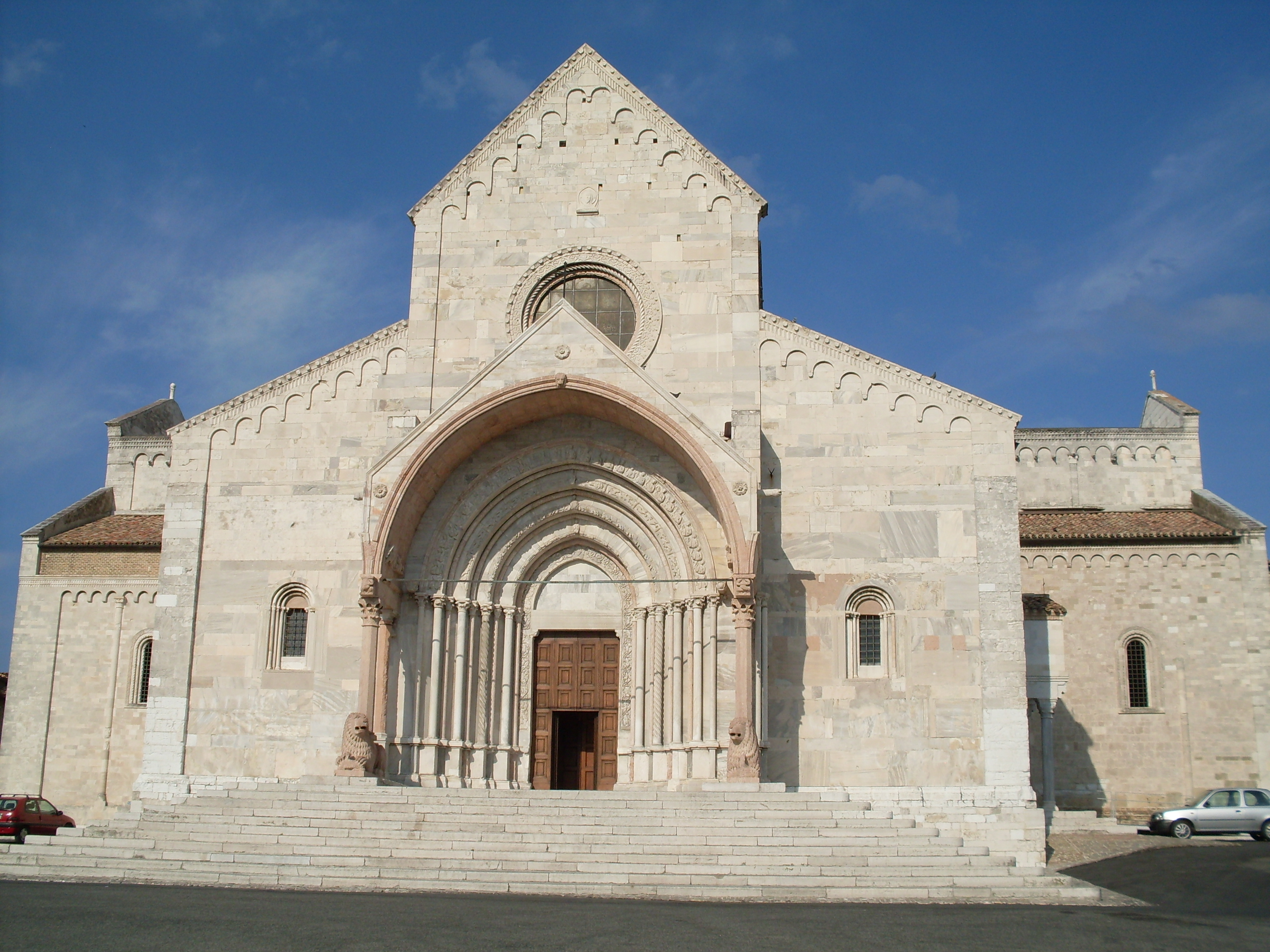
Katedrála sv. Cyriaka

Ancona je italské město a jeden z největších přístavů v Jaderském moři, zejména v osobní dopravě. Leží asi 80 km jihovýchodně od Rimini a 210 km severovýchodně od Říma. Je hlavním městem oblasti Marche i provincie Ancona, sídlem univerzity, biskupství a několika muzeí a galerií. V roce 2013 zde žilo přes 101 000 obyvatel. Název pochází z řeckého Ἀγκών (Ankon – loket).

## Historie
Město založili řečtí kolonisté, kteří podle pověsti roku 367 př. n. l. uprchli ze Syrakus. Římané je poprvé obsadili roku 178 př. n. l. a Caesar je dobyl, když překročil řeku Rubikon. Město si však zachovalo značnou autonomii, dále razilo vlastní mince a hovořilo řecky. Jako nejbližší přístav k Dalmácii hrála Ancona velkou roli. Za císaře Trajána postavil syrský stavitel Apollodóros z Damašku roku 115 severní přístaviště a při jeho vstupu mramorový vítězný oblouk.
Ve 3. až 5. století bylo město několikrát dobyto a zpustošeno, v 7. a 8. století patřilo mezi pět měst (Pentapolis) Ravennského exarchátu a roku 849 je zničili Saracéni. Když severní Itálii dobyl Karel Veliký, stalo se hlavním městem Marky anconské. Po roce 1000 se postupně osamostatnilo a stalo se námořní republikou s oligarchickou vládou tří starších, volených za tři městské čtvrti. Bylo obvykle spojencem Gaety a Dubrovníku a soupeřilo s Benátkami a anconské lodi se účastnily křížových výprav. V zápasech mezi císařem a papežem stálo na papežské straně (Guelfové).
Po moru a požáru roku 1348 se města zmocnil rod Malatesta, roku 1383 byl však vypovězen. Od roku 1532 připadla Ancona Papežskému státu a po roce 1569 byla v tomto státě - vedle Říma a Avignonu - jediné město, kde směli bydlet Židé. Roku 1733 dal papež rozšířit přístaviště a postavit nemocnici Lazaretto a repliku Trajánova oblouku. Počátkem 19. století měla Ancona význam i jako pevnost, roku 1860 se připojila k Italskému království a roku 1880 bylo postaveno jižní přístaviště. Za druhé světové války město osvobodil Druhý polský armádní sbor generála Anderse.

## Doprava
Přístav Ancona provozuje kolem deseti pravidelných trajektových linek do Dalmácie a do Řecka. Letiště Ancona (zkratka AOI) leží asi 12 km západně od města a provozuje i zahraniční lety.
Nádraží Ancona Centrale v blízkosti přístavu bylo otevřeno roku 1861, kdy byl zahájen provoz na trati Bologna - Ancona. Má spojení do téměř všech větších italských měst, přímé expresní vlaky jezdí do Říma a Bologni a v letní sezóně jezdí vlaky EuroCity do Vídně nebo do Mnichova.
Dálnice A14 (Bologna - Ancona - Bari - Taranto) má v Anconě dva sjezdy.
Místní dopravu zajišťují trolejbusy a autobusy.

## Město a pamětihodnosti
V blízkosti přístavu, odjezdu a příjezdu trajektů, se nachází náměstí Piazza della Republica. Na náměstí je největší divadlo ve městě klasicistní Teatro delle Muse a barokní kostel s klasicistní fasádou S. Sacramento z roku 1538. Severně vychází z náměstí ulice Via delle Logge, původní historická cesta vedoucí do přístavu, s budovou pozdně gotické burzy Loggia dei Mercanti z druhé pol. 15. st. Také se zde nachází románský kostel z 11. až 13. st. S. Marie della Piazza.
V těsné blízkosti, východně od ulice Via delle Logge, leží jedno z hlavních náměstí Piazza del Plebiscito. Zde je radnice Palazzo del Governo ze 14. až 15. st. a v horní části náměstí barokní kostel S. Domenico z let 1761 - 83. Severním směrem leží menší náměstí Piazza San Francesco s kostelem S. Francesco alle Scale ze 14. st. Dále severně, na Via C. Pizecolli, je Palazzo degli Anziani původem ze 13. st. a za ním Palazzo Ferretti sloužící jako Archeologické muzeum Marche. Na Piazzale del Duomo je pak hlavní sakrální stavba ve městě katedrála Duomo di San Ciriaco.
Východně z přístavního náměstí Piazza della Republica vychází, jedna z hlavních nákupních ulic ve městě, pěší zóna Corso G. Garibaldi. Ulice směřuje do nejrušnější části Ancony na náměstí s trhy Piazza Roma (s fontánou Fontana dei Cavalli z druhé poloviny 18. st.), a následně pak na velké náměstí s parkem Piazza Cavour.
- Románská katedrála sv. Cyriaka (San Ciriaco) z let 1128–1189 ve tvaru řeckého kříže se čtyřmi kryptami pod jeho rameny a s dvanáctibokou kopulí nad křížením si zachovala původní podobu. Uvnitř je deset mramorových sloupů starověkého původu a gotický portál v průčelí je z roku 1328.
- Trajanův oblouk vysoký 18,5 metrů postavil Apollodóros z Damašku za vlády římského císaře Traiana roku 115. Původní bronzové desky a sochy sloužily ve dne jako maják, dávno se však ztratily.
- Lazaretto, mohutná pětiboká stavba z roku 1732 v přístavu, původně sloužila jako karanténa, později vojenská nemocnice.
- Kostel Panny Marie na náměstí (Santa Maria della Piazza) je románská bazilika s bohatě zdobeným průčelím z roku 1210. Stojí na místě raně křesťanského kostela ze 6.-7. století, jehož pozůstatky včetně mozaik lze vidět v kryptě.
- Kostel San Francesco alle Scale, barokní kostel založený ve 14. st. s gotickým portálem z roku 1454
- Řada gotických i renesančních domů a paláců, jako je radnice (Palazzo del Comune), Loggia dei Mercanti nebo Palazzo Anziani.
- Archeologické muzeum v paláci Ferretti, vyzdobeném freskami.
- Městská galerie (Pinacotheca Civica) v Palazzo Bosdari
- 20 km jižně od města je poutní místo Loreto se Svatou chýší – předobrazem všech pozdějších loret.

### Fotogalerie

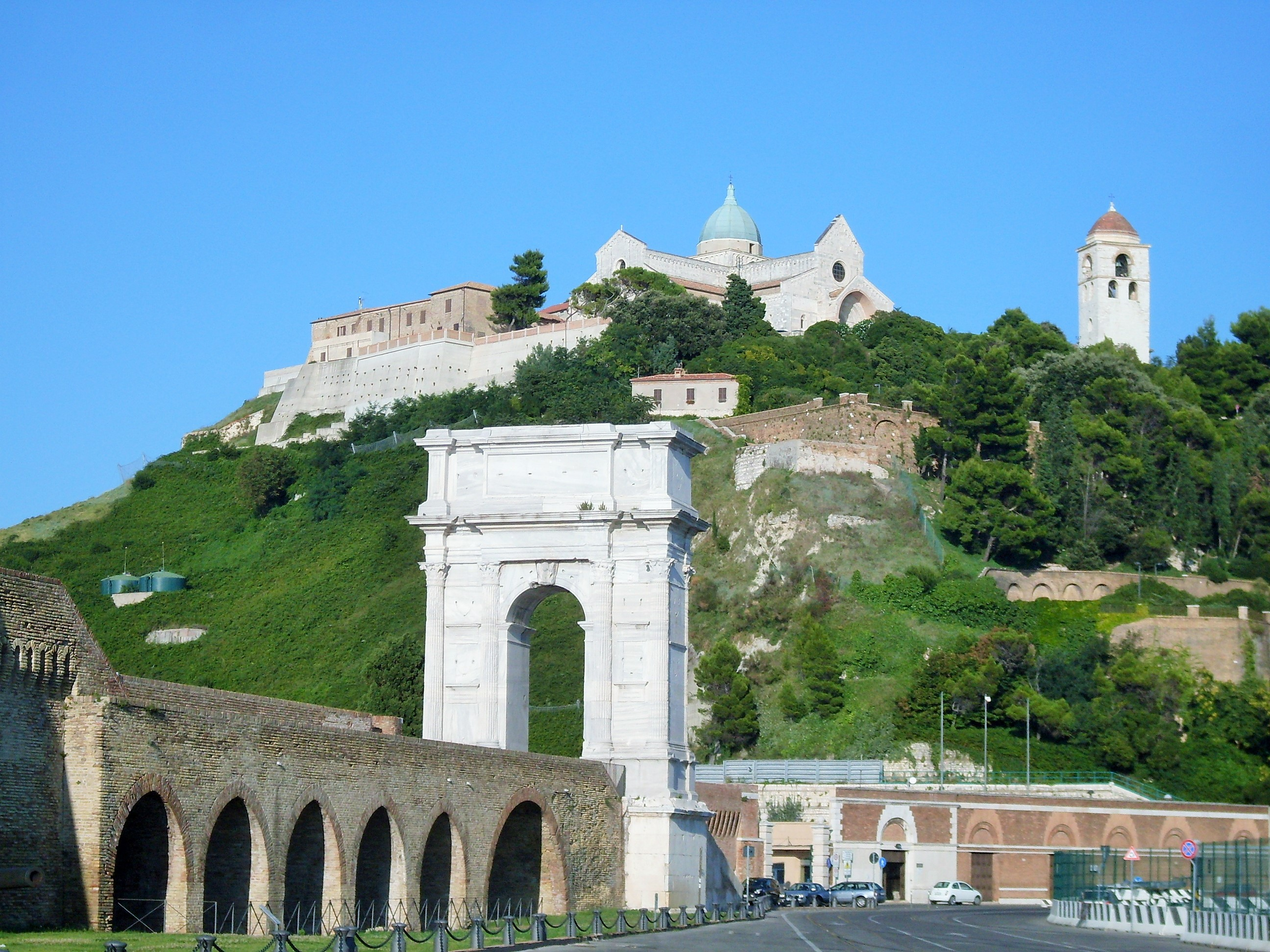
Trajánův oblouk, v pozadí dóm sv. Cyriaka
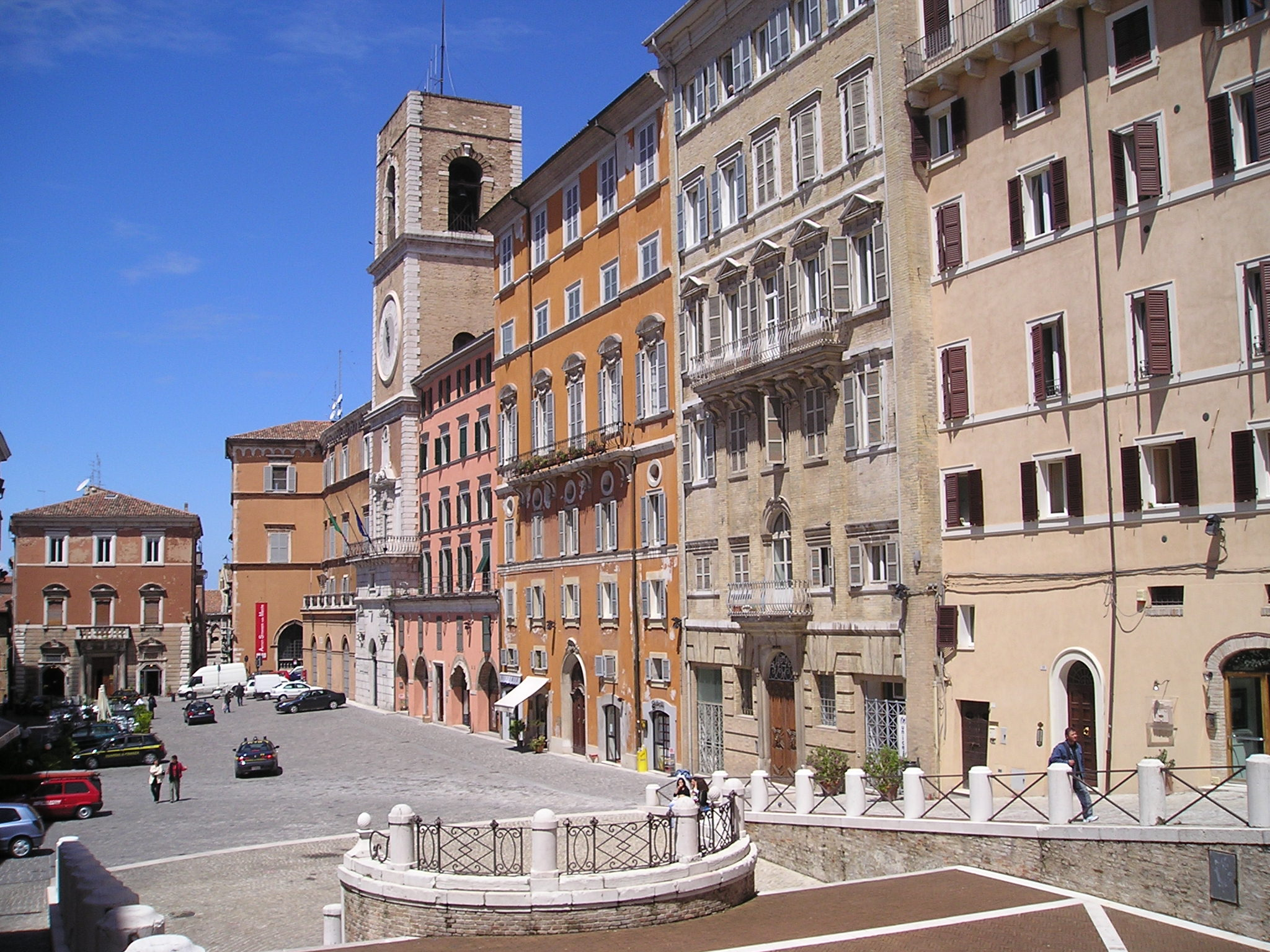
Náměstí a radnice s věží
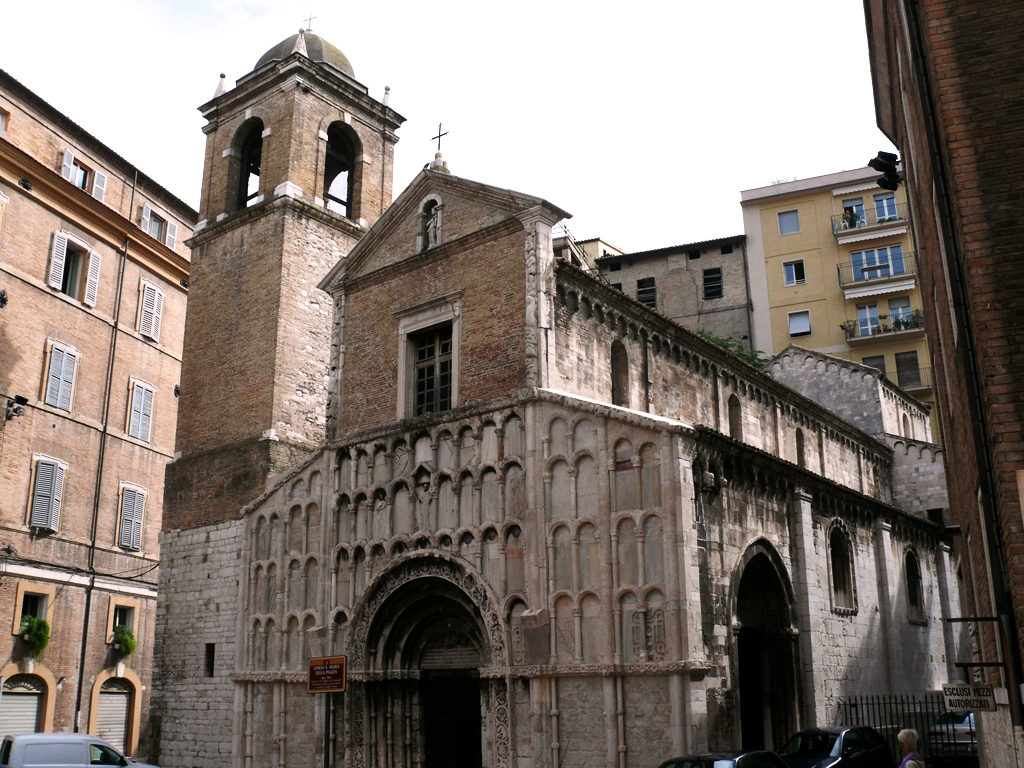
S. Maria della Piazza
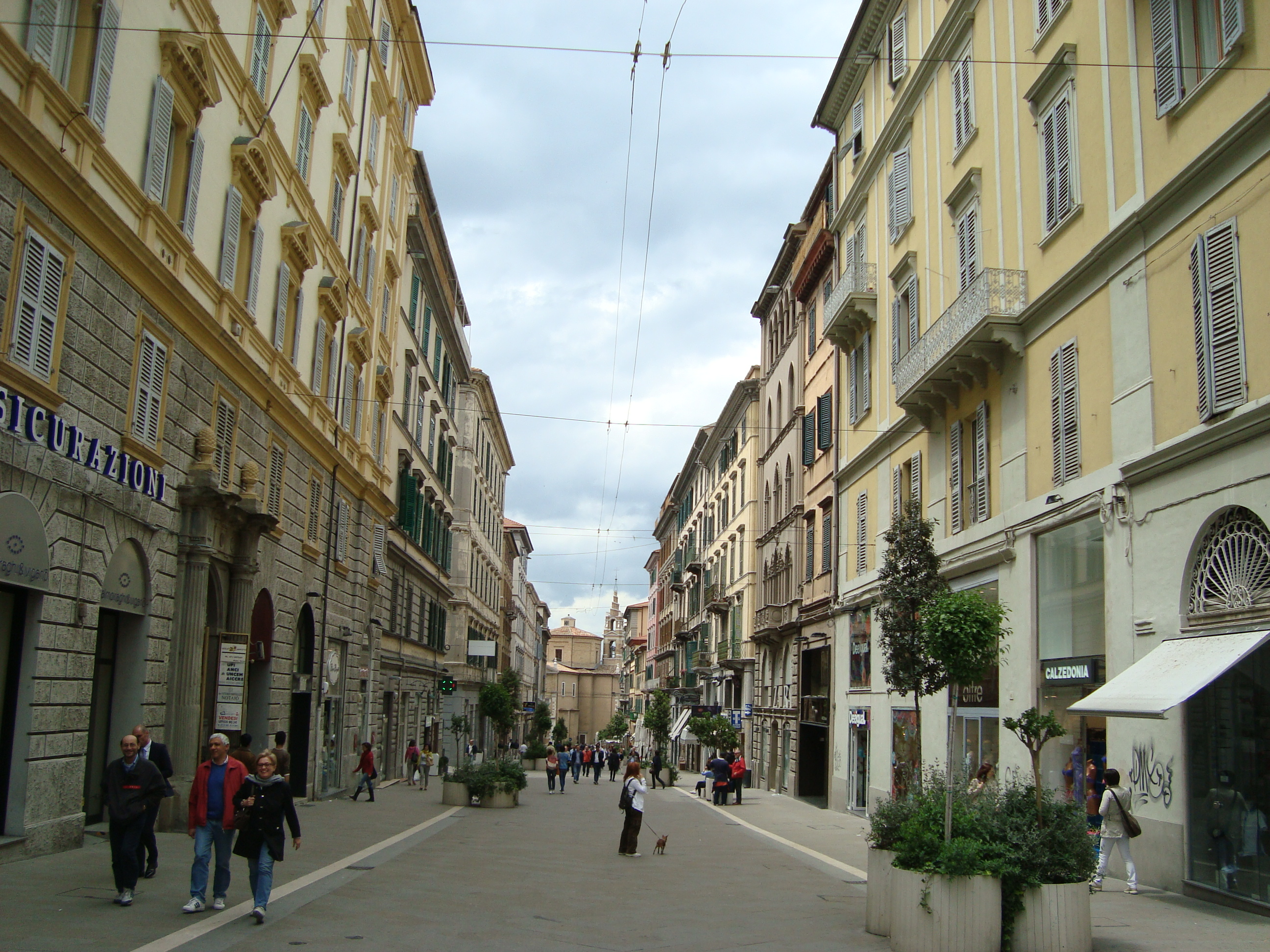
Corso G. Garibaldi
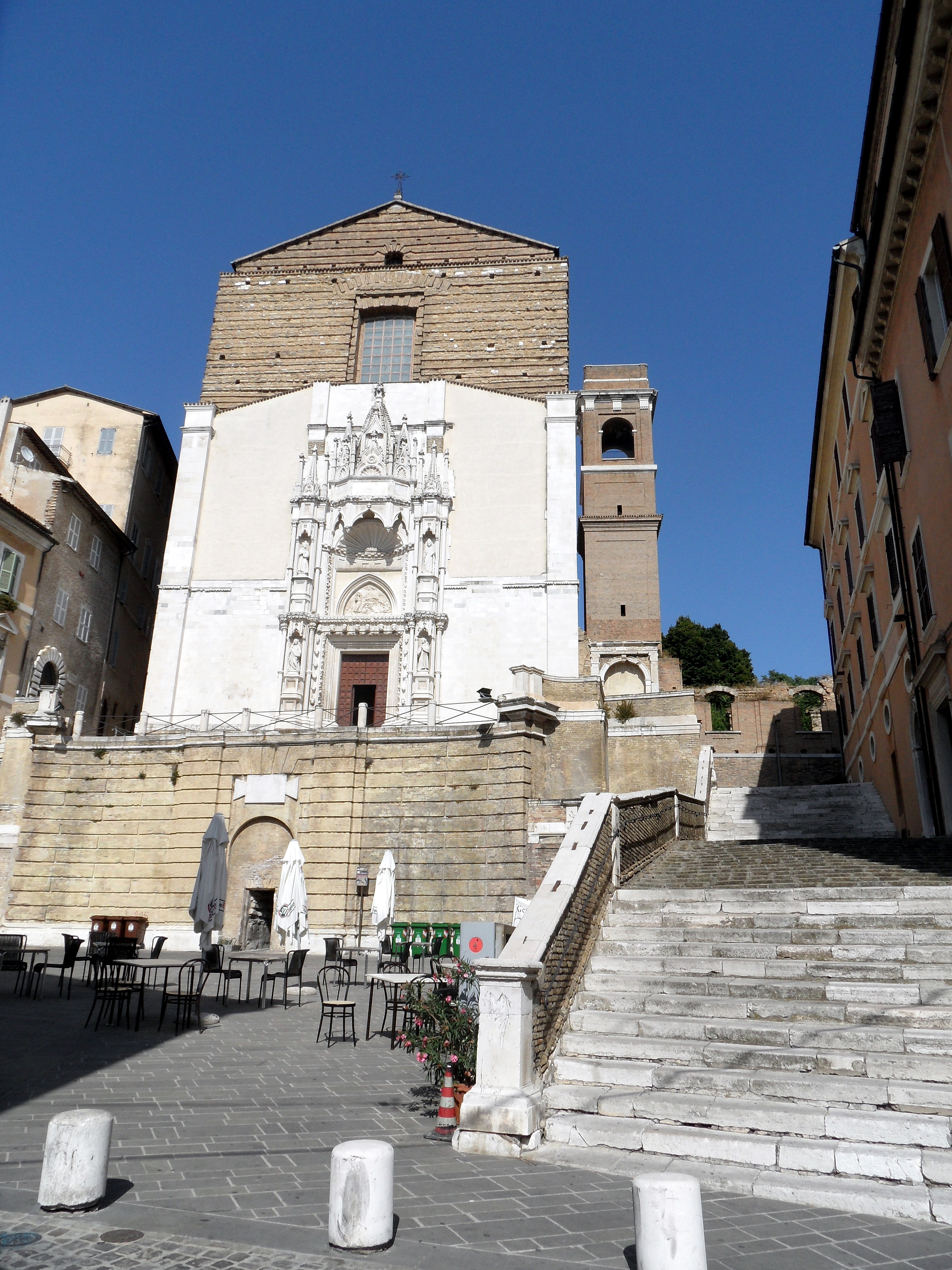
kostel San Francesco
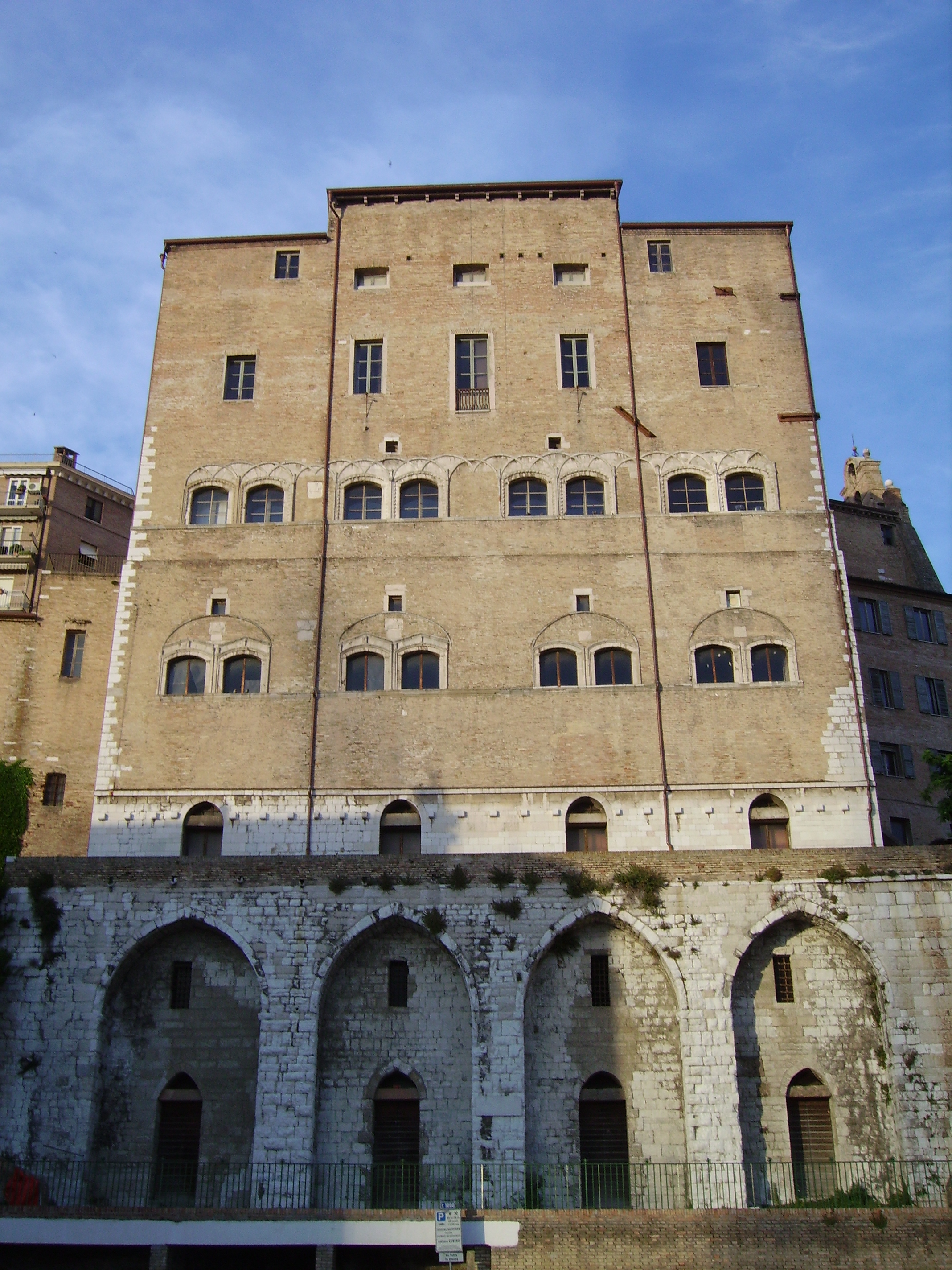
Palác Anziani
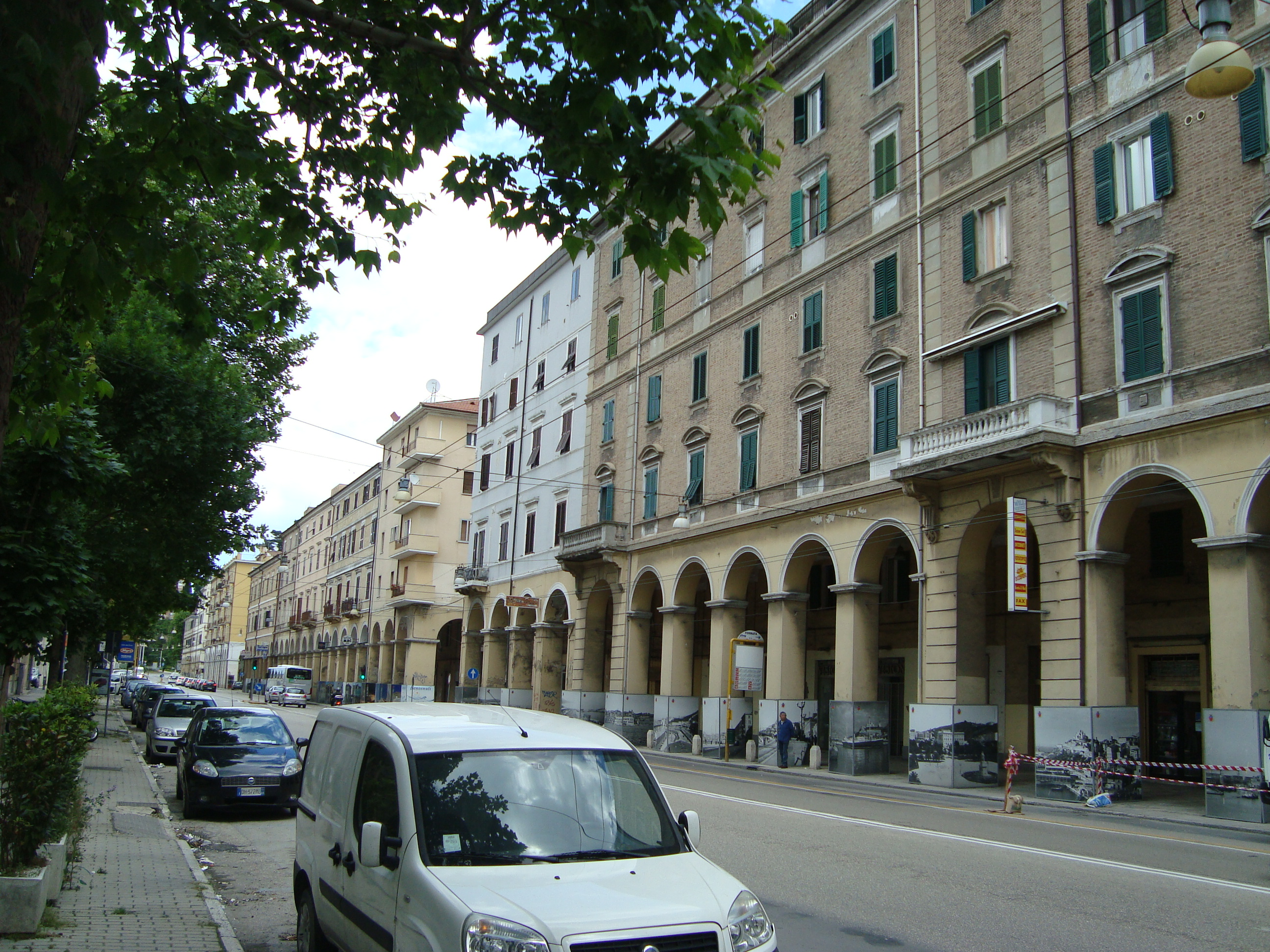
ulice v přístavu, Via G. Marconi

## Vývoj počtu obyvatel
Počet obyvatel

## Sport
- Fotbalový klub Associazione Calcio Ancona

## Osobnosti
- Pius II. (1405–1464), papež
- Federico Zuccari (1542/1543–1609), italský manýristický malíř a architekt
- Eduard von Böhm-Ermolli (1856–1941), polní maršál rakousko-uherské císařské armády, armádní generál ČSR, generál polní maršál Německé Říše
- Vito Volterra (1860–1940), italský matematik a fyzik
- Franco Corelli (1921–2003), italský operní zpěvák, tenor
- Virna Lisiová (* 1937), italská herečka
- Elisabetta Cocciarettová (* 2001), italská profesonální tenistka

## Partnerská města
- Galați, Rumunsko
- Smyrna, Turecko
- Ribnica, Slovinsko
- Split, Chorvatsko
- Svolvær, Norsko
- Castlebar, Irsko
- Granby, Kanada
- Sárí, Írán
- Ajn al-Arab, Sýrie